# Дулепово (городской округ Солнечногорск)
Дулепово — деревня в Московской области России. Входит в городской округ Солнечногорск. Население — 11 чел. (2010).

## География
Деревня Дулепово расположена на севере Московской области, в северо-западной части округа, у границы с Клинским районом, примерно в 10 км к северо-западу от центра города Солнечногорска. К деревне приписано два садоводческих товарищества. Ближайшие населённые пункты — деревни Коськово и Муравьёво.

## Население
| 1852 | 1859 | 1890 | 1899 | 1926 | 1966 | 1998 |
| ---- | ---- | ---- | ---- | ---- | ---- | ---- |
| 78   | ↗116 | ↘109 | ↘95  | →95  | ↘90  | ↘14  |
| 2002 | 2010 |      |      |      |      |      |
| ↗24  | ↘11  |      |      |      |      |      |

## История
Дулепово, сельцо 1-го стана, Делебскаго, Александра Осиповича, Ротмистра, крестьян 38 душ мужского пола, 40 женского, 10 дворов, 70 верст от столицы, 10 от уездного города, близ шоссе.— Нистрем К. Указатель селений и жителей уездов Московской губернии, 1852 г.
В «Списке населённых мест» 1862 года — владельческое сельцо 1-го стана Клинского уезда Московской губернии по левую сторону Санкт-Петербурго-Московского тракта от города Клина на город Москву, в 12 верстах от уездного города и 12 верстах от становой квартиры, при пруде, с 15 дворами и 116 жителями (61 мужчина, 55 женщин).
По данным на 1890 год — деревня Солнечногорской волости Клинского уезда с 109 душами населения, в 1899 году — деревня Вертлинской волости Клинского уезда, проживало 95 жителей.
В 1913 году — 20 дворов.
По материалам Всесоюзной переписи населения 1926 года — деревня Муравьёвского сельсовета Вертлинской волости Клинского уезда в 2,1 км от Ленинградского шоссе и 10,7 км от станции Подсолнечная Октябрьской железной дороги, проживало 95 жителей (40 мужчин, 55 женщин), насчитывалось 23 хозяйства, среди которых 20 крестьянских.
С 1929 года — населённый пункт в составе Солнечногорского района Московского округа Московской области. Постановлением ЦИК и СНК от 23 июля 1930 года округа как административно-территориальные единицы были ликвидированы.
1929—1954 гг. — деревня Муравьёвского сельсовета Солнечногорского района.
1954—1957, 1960—1963, 1965—1994 гг. — деревня Мошницкого сельсовета Солнечногорского района.
1957—1960 гг. — деревня Мошницкого сельсовета Химкинского района.
1963—1965 гг. — деревня Мошницкого сельсовета Солнечногорского укрупнённого сельского района.
С 1994 до 2006 гг. деревня входила в Мошницкий сельский округ Солнечногорского района.
С 2005 до 2019 гг. деревня включалась в Смирновское сельское поселение Солнечногорского муниципального района. Один из двенадцати волнистых клиньев, изображённых на гербе и флаге сельского поселения, символизирует деревню Дулепово, как входившую в число крупных населённых пунктов муниципального образования.
С 2019 года деревня входит в городской округ Солнечногорск, в рамках администрации которого относится с территориальному управлению Смирновское.